# Kédange-sur-Canner
Kédange-sur-Canner é uma comuna francesa na região administrativa de Grande Leste, no departamento de Mosela. Estende-se por uma área de 3,91 km². Em 2010 a comuna tinha 1 105 habitantes (densidade: 282,6 hab./km²).